# Encierro

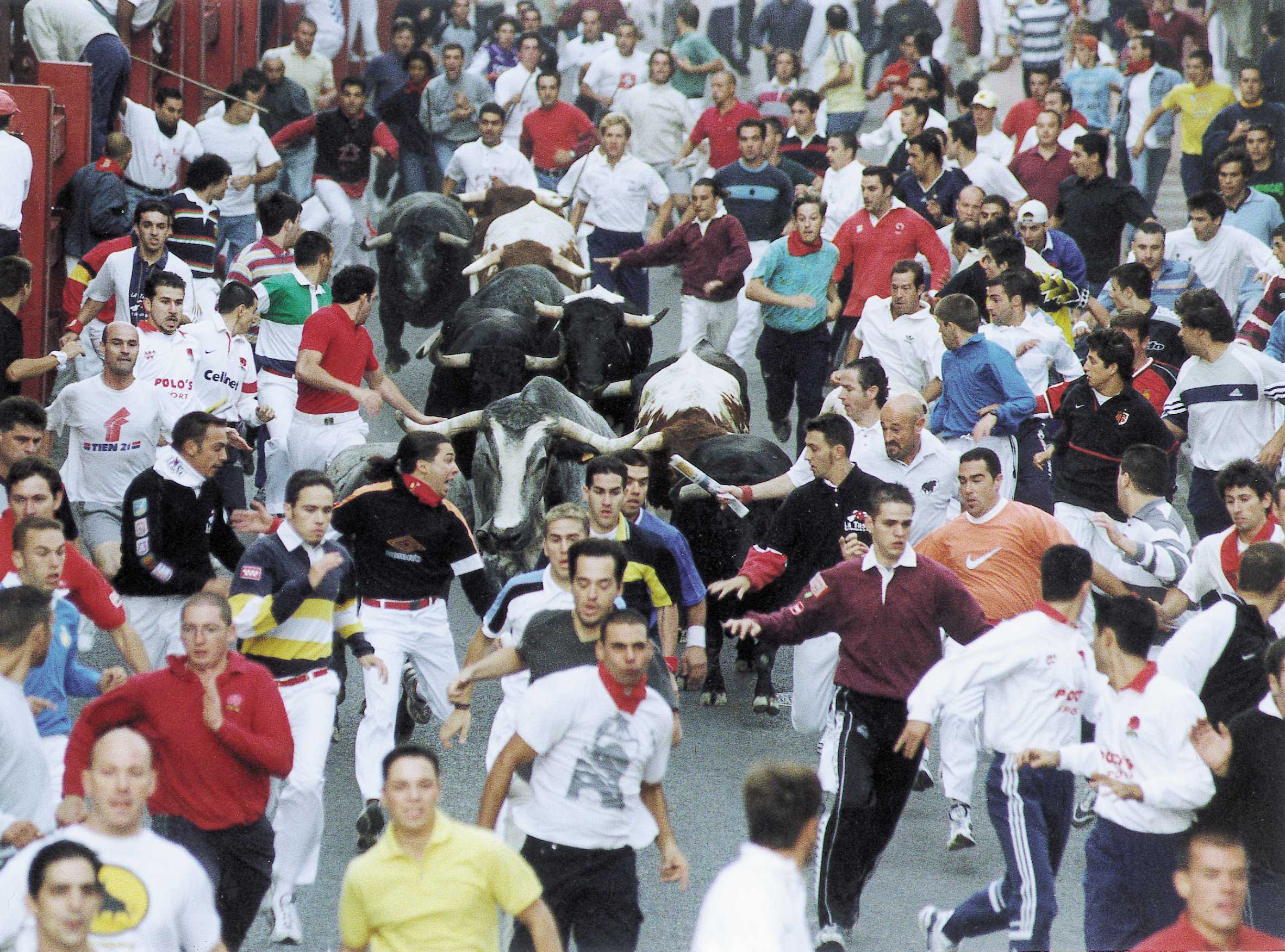
Encierro em San Sebastián de los Reyes

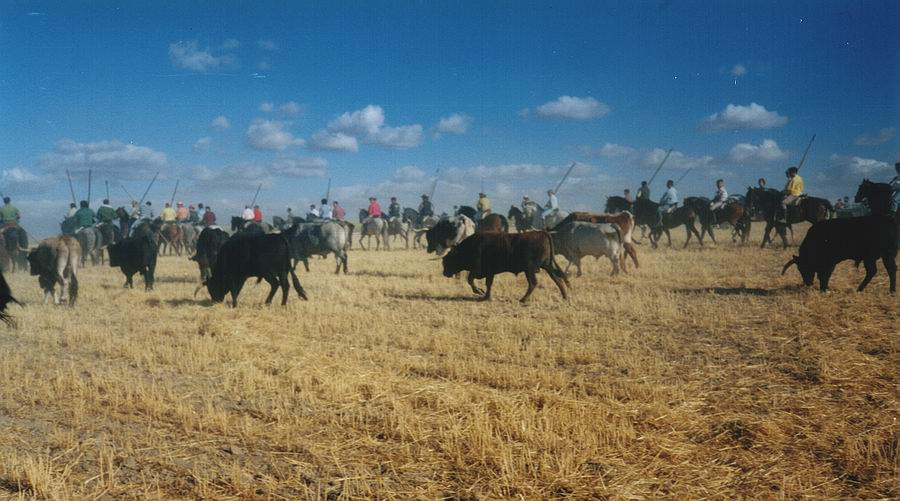
Encierro a cavalo no campo em Medina del Campo

O encierro é uma prática festiva tauromáquica que envolve populares a correrem em frente a uma manada, geralmente muito pequena, de touros bravos, novillhos e vacas. É praticada sobretudo em Espanha, mas também em alguns países da América Latina e ocorre em festas. Tipicamente, os encierros ocorrem de manhã, usando os animais usados na tourada que se realizará à tarde. O nome, derivado do verbo encerrar (que em castelhano significa também "meter (gado) num local de onde não possa sair), traduz a origem e pretexto do espetáculo: levar os animais que participam na tourada para os currais da praça de touros. Normalmente o percurso dos encierros é guarnecido com cercas de madeira que servem para obrigar os animais a não sair do percurso e para proteção dos participante e espetadores da corrida.[carece de fontes?]
Os encierros têm algumas semelhanças com as largadas de touros, novilhadas e touradas à vara larga praticadas em Portugal, pois também envolvem animais à solta pelas ruas de uma localidade e populares (amadores) a exibirem a sua coragem e habilidades (ou desabilidades) tauromáquicas, mas enquanto que estes espetáculos portugueses geralmente e de certa forma emulam uma tourada feita por amadores, os encierros em Espanha consistem essencialmente na corrida em frente aos touros num percurso geralmente bem delimitado, que vai dos currais onde os animais passam a noite até à praça de touros.[carece de fontes?]

## Encierrosmais famosos e mais antigos
Os encierros com mais fama internacional são os de Pamplona, realizados todos os dias das Festas de São Firmino (Sanfermines), que decorrem todos os anos entre 6 e 14 de julho, mas há outros bastante conhecidos em Espanha.[carece de fontes?] Ver a secção encierros noa artigo 'Festas de São Firmino'.
Pelo menos três localidades reclamam ter os encierros mais antigos de Espanha: Cuéllar, na província de Segóvia, Portillo, na província de Valhadolide e Cidade Rodrigo, , na província de Salamanca. Até 2006, Cuéllar apoiava a sua pretensão em documentos do arquivos municipais e da Casa Ducal de Alburquerque que mencionam "correr dos touros" em 1499. Entretanto, foi encontrado no Arquivo da Deputação de Valhadolide uma menção desses eventos datada de 1471. Pouco depois, anunciou-se que num arquivo paroquial de Cuéllar havia uma menção a "jogos de touros" datada de 1215. Em 2007, o alcaide de Cidade Rodrigo, , na província de Salamanca, afirmou que os encierros mais antigos eram os da sua cidade, baseando-se num documento do arquivo municipal datado de 1417, onde se concedia a exploração da pesca no rio Águeda em troca do financiamento das cercas e palcos montados para "correr touros". Embora esta data seja posterior à de Cuéllar, alega-se que "jogos de touros" não inclui "correr touros", pelo que a primeira menção explícita a encierros é a de Cidade Rodrigo, ao que a arquivista municipal replicou que além dos documentos de 1215 e 1479, há várias menções a "correr de touros" em Cuéllar datadas do século XIV.
Os encierros de Cuéllar estão classificados como "Festa de Interesse Turístico Nacional" e começam no último domingo de agosto, prolongando-se durante os cinco dias seguintes. Ao contrário do que acontece em Pamplona e noutros locais, os encierros de Cuéllar conservam o sentido original, pois o gado é trazido desde o campo até ao perímetro urbano, guiado por cavaleiros através de um percurso de 6,5 km. Algo semelhante acontece em Medina del Campo, também na província de Valhadolide, onde os encierros, classificados como "Festa de Interesse Turístico", começam no campo, onde se vão buscar os animais, que são conduzidos por cavaleiros até ao perímetro urbano, onde é então feita a corrida com populares correndo à frente dos bovinos. Tal ocorre durante as festas do padroeiro Santo Antonino, entre 1 e 8 de setembro. No arquivo municipal de Medina del Campo há registo da modalidade de "correr ao touro" desde 1490 e Santa Teresa de Ávila referiu-se aos encierros Medina del Campo em 1567 no seu livro Libro de Fundaciones.
Em San Sebastián de los Reyes, na Comunidade de Madrid realizam-se encierros pelo menos desde 1525. São conhecidos como a "Pamplona chica" (Pamplona pequenina) e realizam-se cerca de 28 de agosto, durante as festas do Cristo dos Remédios. Outros encierros que disputam o segundo lugar de popularidade são os de Ampuero, na Cantábria, que se realizam no início de setembro. Contudo, para a generalidade dos críticos tauromáquicos e dos corredores especializados, os segundo melhores encierros são os de Tafalla, em Navarra, que se realizam entre os dias 15 e 20 de agosto.
Em Fuenteguinaldo, na província de Salamanca, os encierros têm a particularidade de serem feitos a cavalo. Ali a tradição tem mais de 200 anos; o festival taurino tem lugar no terceiro fim de semana de agosto. Tal como os da vizinha Cidade Rodrigo, os encierros de Fuenteguinaldo estão classificados como "Espectáculo Taurino Tradicional". Os encierros de Cidade Rodrigo realizam-se durante o "Carnaval do Touro", que como o nome indica, coincidem com o período de Carnaval. Estão entre os mais antigos de Espanha, estando documentada a sua existência desde 1417.
Outros encierros muito antigos (realizam-se desde o século XV) são os Almodóvar del Campo, na província de Cidade Real, classificados como Festa de Interesse Turístico Regional. Em Moratalla, na Região de Múrcia, há encierros documentados desde 1621. Desde então, o gado é trazido por veredas desde o campo onde é criado, situado por vezes a dezenas de quilómetros da cidade, para ser solto entre os dias 11 e 17 de julho, durante as festas do padroeiro Santíssimo Cristo do Raio.
Em Navalcarnero, Comunidade autónoma de Madrid, os encierros decorrem entre 9 e 11 de setembro e têm a particularidade de serem noturnos, à uma da madrugada. Realizam-se sob apertadas medidas de segurança, por serem especialmente perigosos.
Na província de Cuenca há várias localidades com uma forte tradição taurina com encierros, como por exemplo Torrejoncillo del Rey, Buendía ou Carrascosa del Campo (em Campos del Paraíso), bem como na província de Guadalajara, em localidades como Sacedón, Illana, Peñalver, Yebra , Albalate de Zorita, Brihuega, Malaguilla, etc. Nas localidades da província de Albacete na Serra de Segura os encierros também são muito populares, especialmente em Molinicos, onde se realizam desde 1891 de 30 de agosto a 4 de setembro, e em La Vegallera, de 13 a 15 de agosto.
Na Andaluzia, destaca-se o encierro do "Touro da Aguardente" em São Roque, na província de Cádis, que marca o fim das festas do município e é por vezes chamado um "San Fermín à andaluza". Era celebrado desde 1649 em Gibraltar e quando a sua população fugiu para São Roque devido à invasão britânica, a tradição continuou nesta localidade. Dantes era conhecido como "Touro da soga", pois o animal era largado pelas ladeiras da localidade abaixo e era atado com cordas (sogas) para que não se desviasse do caminho. Atualmente o percurso é a subir e é proibido provocar ou maltratar os animais; quando estes chegam à praça de touros são soltas duas vacas.